# Muhammed Barutcu
Muhammed Ali Barutcu (* 3. März 1998 in Wien) ist ein österreichischer Fußballspieler.

## Karriere
Barutcu begann seine Karriere bei ISS Admira Technopool. Im Oktober 2015 stand er gegen den 1. Simmeringer SC erstmals im Kader der ersten Mannschaft der Admira. Sein Debüt für diese in der Wiener Stadtliga gab er im November 2015, als er am 13. Spieltag der Saison 2015/16 gegen den SV Wienerberg in der Halbzeitpause für Damján Csiba eingewechselt wurde.
Zur Saison 2017/18 wechselte Barutcu in die Türkei zur Zweitmannschaft von Gençlerbirliği Ankara. 2018 schloss er sich dem Drittligisten Hacettepe SK an. Im September 2018 debütierte er in der TFF 2. Lig, als er am fünften Spieltag der Saison 2018/19 gegen Gümüşhanespor in der Startelf stand. In drei Spielzeiten bei Hacettepe kam er zu insgesamt 75 Drittligaeinsätzen, in denen er neun Tore erzielte.
Zur Saison 2021/22 wechselte Barutcu zum Viertligisten Düzcespor. Für Düzce spielte er insgesamt 19 Mal in der TFF 3. Lig. Zur Saison 2023/23 wechselte er zum unterklassigen Adana 1954 FK. Im März 2023 schloss er sich dann Gölbaşıspor an.